# Ориоло (Козенца)
Ориоло (итал. Oriolo) је насеље у Италији у округу Козенца, региону Калабрија.
Према процени из 2011. у насељу је живело 2192 становника. Насеље се налази на надморској висини од 445 м.

## Становништво
Према резултатима пописа становништва 2011. у општини је живело 2.386 становника.
| 1931. | 1936. | 1951. | 1961. | 1971. | 1981. | 1991. | 2001. | 2011. |
| ----- | ----- | ----- | ----- | ----- | ----- | ----- | ----- | ----- |
| 5.004 | 4.850 | 4.625 | 4.404 | 3.897 | 3.616 | 3.212 | 2.964 | 2.386 |

## Партнерски градови
- Costigliole Saluzzo